# Regional at Best
Regional at Best é o segundo álbum de estúdio do duo norte-americano Twenty One Pilots. Foi lançado gratuitamente em 8 de julho de 2011. Regional at Best é um álbum descontinuado. É o último álbum lançado pela banda antes de assinar um contrato com a gravadora Fueled by Ramen e o primeiro álbum com Josh Dun, que se juntou à banda em 2011 após a partida do baixista Nick Thomas e do baterista Chris Salih. O álbum apresenta muitas faixas que também aparecem em Vessel, sendo re-gravadas para o álbum posterior. Como parte do acordo da banda com a Fueled by Ramen para lançar Vessel, o álbum foi descontinuado, sem mais cópias disponíveis para venda. Somente cinco faixas em Regional no Best não possuem nenhum outro álbum e são consideradas fora de impressão.

## Web série
Em 2011, uma web série de sete episódios lançado no Youtube acompanhou Regional at Best. Cobrindo a criação, lançamento, divulgação, promoção e tour do álbum.

## Descontinuação
Depois de assinar com a Fueled by Ramen em 2012, os direitos de Regional at Best foram transferidos. O álbum foi descontinuado junto com o lançamento de Vessel, não mais disponível digital ou fisicamente, alguns serviços de streaming ainda possuem o álbum. As cópias físicas são altamente procuradas.

## Faixas
Todas as canções escritas e compostas por Tyler Joseph. Exceto "Holding On To You" que foi por Tyler Joseph, Maurice Gleaton, Charles Hammond, Robert Hill, Deangelo Hunt, Bernard Leverette, Gerald Tiller e Jamall Willingham.
| N.º            | Título              | Duração |  |
| 1.             | "Guns for Hands"    | 4:37    |  |
| 2.             | "Holding On To You" | 4:26    |  |
| 3.             | "Ode To Sleep"      | 5:14    |  |
| 4.             | "Slowtown"          | 4:57    |  |
| 5.             | "Car Radio"         | 4:49    |  |
| 6.             | "Forest"            | 4:11    |  |
| 7.             | "Glowing Eyes"      | 4:26    |  |
| 8.             | "Kitchen Sink"      | 5:34    |  |
| 9.             | "Anathema"          | 3:59    |  |
| 10.            | "Lovely"            | 4:20    |  |
| 11.            | "Ruby"              | 4:30    |  |
| 12.            | "Trees"             | 4:20    |  |
| 13.            | "Be Concerned"      | 4:08    |  |
| 14.            | "Clear"             | 3:38    |  |
| Duração total: | Duração total:      | 63:09   |  |

### Versão exclusiva lançada em 2011 para os usuários do Newsleter
Todas as faixas escritas e compostas por Tyler Joseph. 
| N.º            | Título          | Duração |  |
| 15.            | "House of Gold" | 2:24    |  |
| 16.            | "Two"           | 3:05    |  |
| Duração total: | Duração total:  | 68:38   |  |

## Faixas pós-descontinuação
"Guns for Hands", "Holding On To You", "Ode To Sleep", "Car Radio", "Trees" e "House of Gold" foram re-gravadas e lançadas no álbum Vessel.
"Lovely" foi re-gravada e reescrita em uma nova versão, lançada como single promocional exclusivo do Japão. e na edição bônus de Vessel.
"Glowing Eyes", "Kitchen Sink" e "Forest" foram lançadas originais na edição bônus britânica de Vessel.
"Slowtown", "Anathema", "Ruby", "Be Concerned" e "Clear" não estão mais disponíveis.

## Créditos
Josh Dun – bateria, percussão e vocal de apoio.
Tyler Joseph – Vocais, piano, teclados, ukulele, sintetizadores, baixo, guitarra e percussão.
Jocef Whitaker – Vocais (apenas na faixa Be Concerned).